# 铁鸟照相馆
铁鸟照相馆创立于1946年，旧址位于中华人民共和国湖北省武汉市汉口镇大智路，是汉口四大老字号影楼之一，创始人为来自黄冈的叶堡民，该照相馆现已停止营业。

## 发展历程
萌芽阶段：19世纪40年代,摄影由西方传入中国，香港是中国照相馆最早的策源地。武汉最早的照相馆就是在1872年左右，由一位广东人在汉口回龙寺创设的荣华照相馆。抗日战争时期，为便于统治，日军在占领区要求各地居民都要办理“通行证”或者“良民证”。國民政府实行登记制度，有些地方实行“国民身份证”制度，这些为照相馆带来了又一轮生意。抗战胜利后，照相馆相继复业，铁鸟照相馆就是在这一时期创立。“铁鸟”名字是来源于汉口空袭时中华民国航空队的杰出表现和民众中巨大的声望。
兴盛阶段：创始人叶堡民早期在中山公园为游人照相，积累资金后，于1946年在汉口大智路成立铁鸟照相馆。铁鸟照相馆擅长老人和儿童照，逐渐发展壮大。成为汉口四大影楼（启新、国泰、铁鸟、时记）之一。1956年1月19日全行业公私合营，铁鸟照相馆改名为人民照相馆。
没落阶段：在文化大革命时期，因资本家身份，叶堡民家族受到极大影响，决定移民香港继续自己的铁鸟品牌。后因母亲年迈，最终放弃移民计划。并工作至退休。改革开放后因台式照相带来的冲击，老字号照相馆相继停止营业。铁鸟照相馆原址改为通讯器材卖场。